# Olang
Olang ([ˈoˑlaŋ]; italienisch Valdaora, Dialekt Oaling) ist eine italienische Gemeinde mit 3238 Einwohnern (Stand 31. Dezember 2023) in der Nähe von Bruneck im Osten Südtirols. Das Zentrum des Hauptorts Mitterolang liegt auf einer Seehöhe von rund 1050 m.

## Geographie

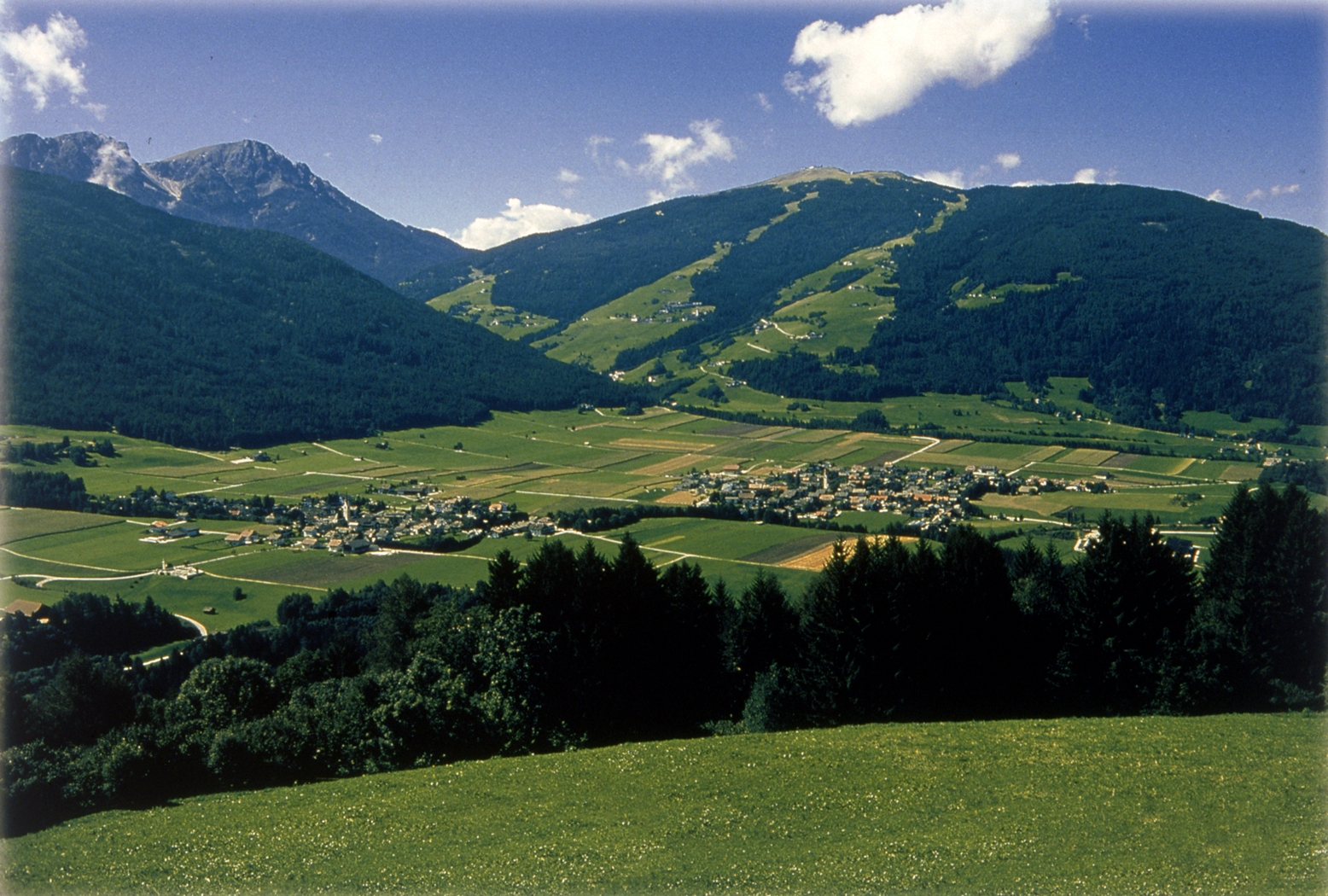
Blick von Norden auf Olang: im Vordergrund rechts Mitterolang, links Oberolang; im Hintergrund von links nach rechts Piz da Peres, Furkelpass und Kronplatz

Die Gemeinde befindet sich im von Ost nach West verlaufenden Pustertal. Ihre Hauptsiedlungsflächen liegen im Olanger Becken, einer Talweitung östlich von Bruneck. Südlich davon erhebt sich das insgesamt 48,95 km² große Gemeindegebiet zu den Bergen der Dolomiten bzw. Pragser Dolomiten.
Inmitten der Wiesen und Felder des Talgrunds liegen in enger Nachbarschaft – von Nordwest nach Südost – die drei Fraktionen Niederolang (980–1040 m s.l.m.), Mitterolang (1040–1060 m) und Oberolang (1050–1100 m). Die nördlich vorbeifließende Rienz bildet streckenweise die Gemeindegrenze zu Rasen-Antholz. Östlich der drei Ortschaften befindet sich – teilweise schon zur Nachbargemeinde Welsberg-Taisten gehörend – der Olanger Stausee (1055 m).
Gegen Südwesten steigt das Gelände zum Kronplatz (2275 m) an, auf dessen Olang zugewandten Hängen der kleine Ortskern der Fraktion Geiselsberg (1340–1410 m) sowie weitere Weiler und Höfe verstreut sind. Südlich des Olanger Beckens erhebt sich das Gelände zu einer vom Kronplatz durch den Furkelpass (1789 m) getrennten Bergkette. Diese trägt unter anderem den Piz da Peres (2507 m) und die Dreifingerspitze (2479 m) und ist Teil des Naturparks Fanes-Sennes-Prags.

## Geschichte

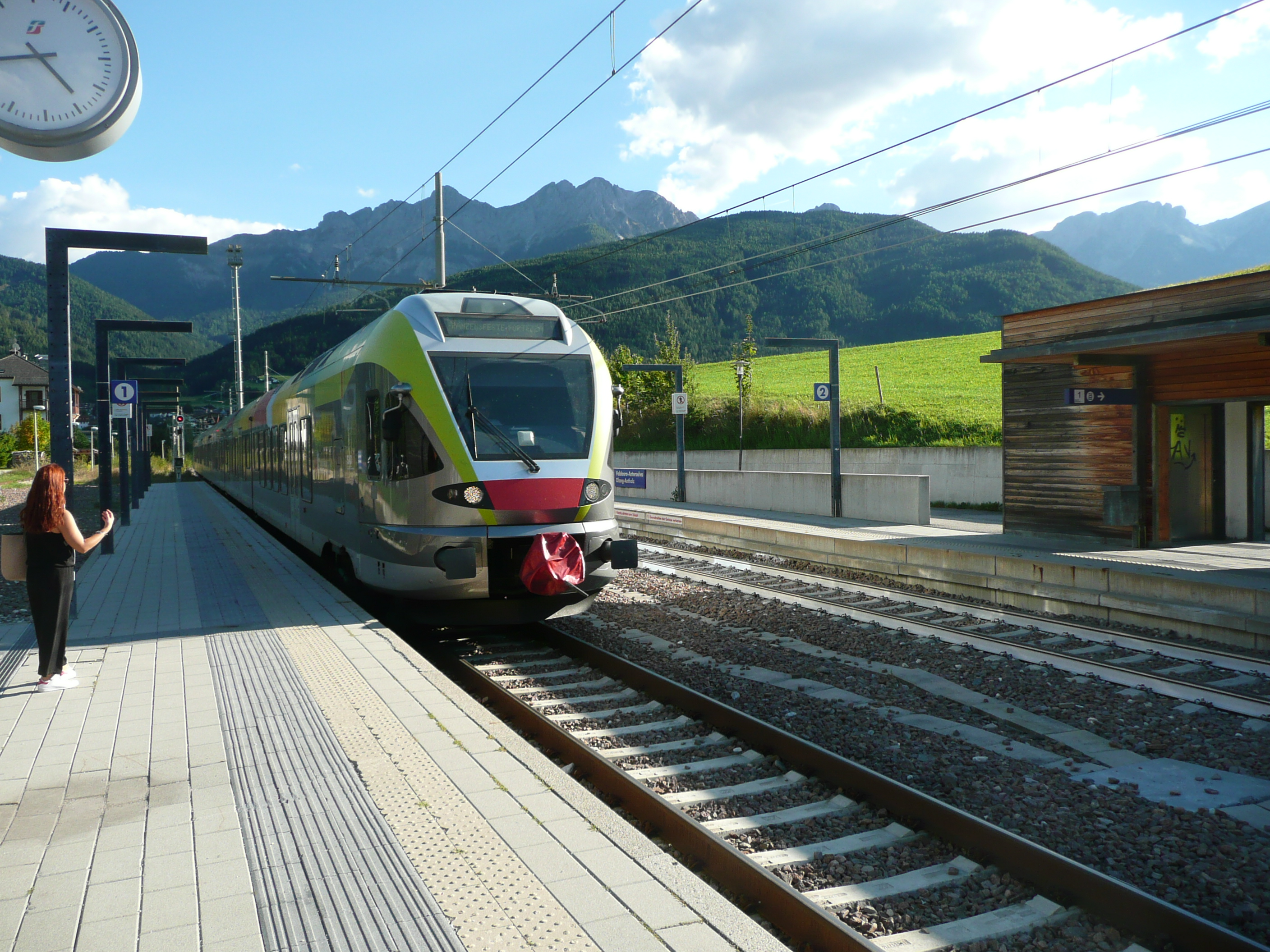
Blick auf die Pragser Dolomiten von der Bahnstation Olang/Antholz aus

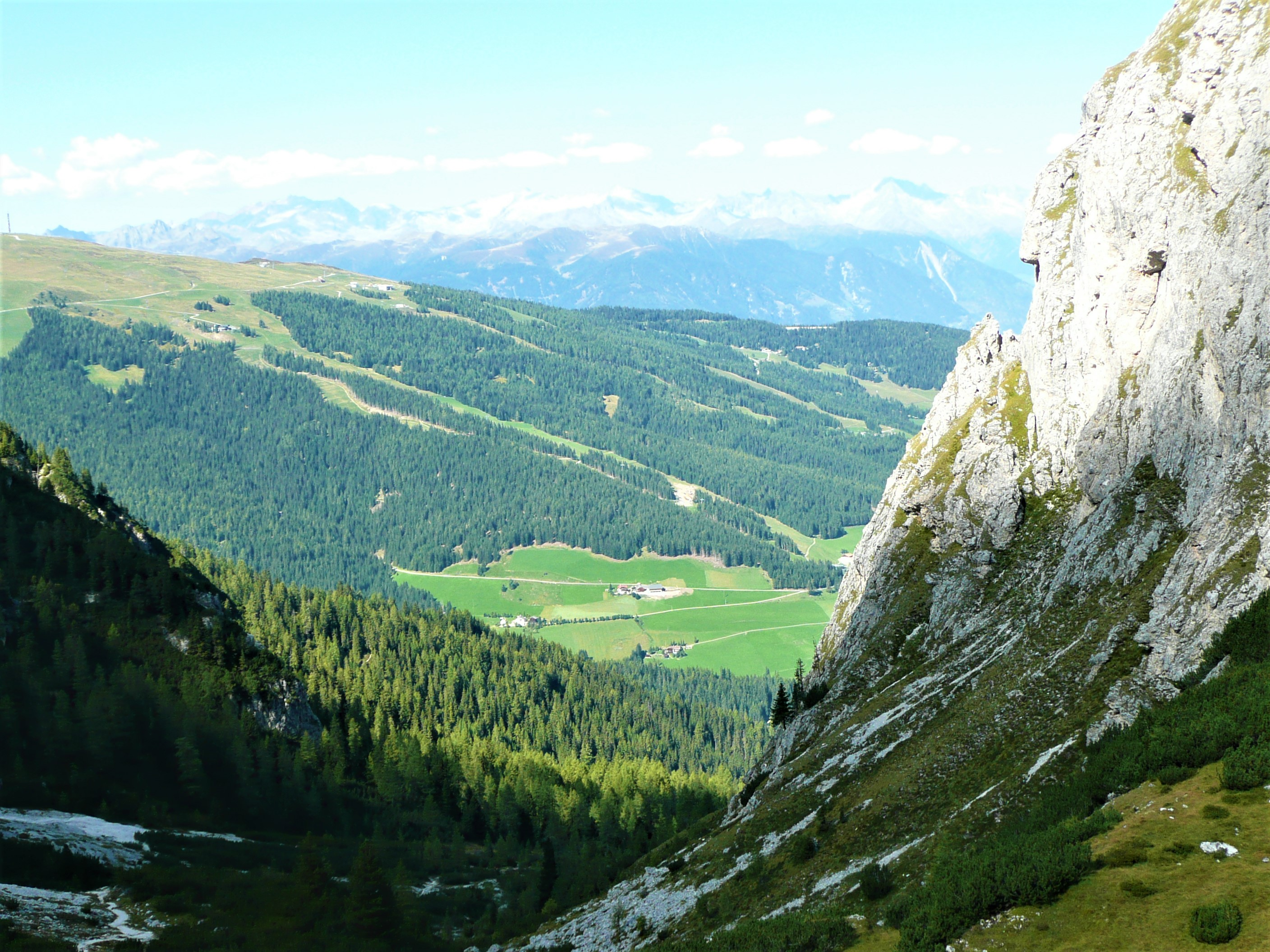
Blick auf Bad Bergfall und das Langtal von der Lapedurscharte aus

Zwischen 985 und 993 wurde Olang als Ôlaga im Traditionsbuch des Hochstifts Brixen erstmals urkundlich erwähnt. Zwischen 1142 und 1155 wurde im Traditionsbuch des Augustinerstifts Neustift bei Brixen die Namensform Olagen bezeugt. Bereits zwischen 1052 und 1062 ist der Ortsteil Mitterolang im Traditionsbuch von Kloster Weihenstephan als Mittirnǒlag genannt. 1455 erscheinen die Namensformen Olangen und Olang. Egon Kühebacher mutmaßte, der Ortsname könnte keltischen Ursprungs sein und „Besitz eines Aulos“ bedeuten. Einer weiteren Theorie zufolge könnte der Name aus den althochdeutschen Begriffen ouwa („Aue, Land am Wasser bzw. entlang eines Baches“) und lachūn (Dat. Pl. von lahha, „Lache, Pfütze bzw. kleine stehende Gewässer“) hervorgegangen sein.
1460 wurde in den Olanger Fluren das „Spitzige Stöckl“ als Mahnmal zur Erinnerung an die Pest von 1448 errichtet.
1809 gab es einen Volksaufstand gegen Franzosen und Bayern, der Schützenleutnant Peter Sigmayr wurde am 14. Januar 1810 als Rebell hingerichtet. Die Pustertaler Eisenbahn wurde 1871 als Netzbestandteil der österreichischen Südbahngesellschaft erbaut, was positive Auswirkungen auf den beginnenden Fremdenverkehr hatte. Um 1900 erlebte Olang einen wirtschaftlichen Aufschwung, erste touristische Erfolge waren auf die Heilbäder Bergfall und Schartl sowie einige Gastwirte zurückzuführen. Ein Großbrand vernichtete 1904 fast das ganze Dorf Mitterolang. 1910 wurde das Peter-Sigmayr-Denkmal, eine Sandsteinskulptur von Hans Piffrader, eingeweiht.
1928 wurde Olang mit Antholz, Niederrasen und Oberrasen zur Gemeinde Rasun Valdaora/Rasen Olang fusioniert. 1955 wurde diese in die zwei heutigen Gemeinden Olang und Rasen-Antholz aufgeteilt.
Die erste Aufstiegsanlage der „Olanger Seilbahnen AG“ wurde 1966 am Kronplatz gebaut. 1971 fanden die Rennrodel-Weltmeisterschaften auf der Kunstbahn in Olang statt, im selben Jahr wurde das Kongresshaus errichtet. Der Naturpark Fanes-Sennes-Prags wurde 1980 eingerichtet. Im Jahr 2000 fand eine Rodelweltmeisterschaft auf der Olanger Naturbahn statt.

## Politik

### Bürgermeister
Bürgermeister seit 1952:
- Michael Messner: 1952–1956
- Josef Jud: 1956–1974
- Hermann Zingerle: 1974–1980
- Herbert Jesacher: 1980–1991
- Alfred Jud: 1991–2004
- Annelies Schenk: 2004–2010
- Reinhard Bachmann: 2010–2015
- Georg Reden: 2015–2025
- Lukas Schnarf: seit 2025

### Wappen
In Silber ein grüner Schrägrechtsbalken, darin drei goldene Wagenräder. Der grüne Balken zeigt die aufsteigende Flur an, in welcher die drei Orte Nieder-, Mitter- und Oberolang liegen, bezeichnet durch die drei Wagenräder. Die Verleihung erfolgte durch ein Dekret der Regionalregierung Trentino-Südtirol vom 10. Januar 1968.

## Bevölkerung
Olang ist gemäß den erhobenen Sprachgruppenzugehörigkeitserklärungen bzw. Sprachgruppenzuordnungserklärungen eine weitgehend deutschsprachige Gemeinde. Als Berechnungsgrundlage der folgenden Prozentwerte wurden die gültigen Erklärungen von Personen mit italienischer Staatsbürgerschaft herangezogen.
| Sprache     | 1981    | 1991    | 2001    | 2011    | 2024    |
| ----------- | ------- | ------- | ------- | ------- | ------- |
| Deutsch     | 98,69 % | 98,32 % | 97,42 % | 96,47 % | 95,64 % |
| Italienisch | 1,05 %  | 1,32 %  | 2,16 %  | 3,18 %  | 3,89 %  |
| Ladinisch   | 0,26 %  | 0,36 %  | 0,42 %  | 0,34 %  | 0,47 %  |

## Bildung
In Mitterolang und Niederolang bestehen zwei Kindergärten. Das Angebot an Grundschulen umfasst Einrichtungen in Niederolang, Oberolang und Geiselsberg. In Mitterolang ist die Mittelschule der Gemeinde angesiedelt. Die drei Grundschulen und die Mittelschule bilden zusammen mit den vier Grundschulen der Nachbargemeinde Rasen-Antholz den deutschsprachigen Schulsprengel Olang. In Mitterolang gibt es außerdem eine deutschsprachige Musikschule.
In Mitterolang befindet sich die Öffentliche Bibliothek Olang, welche über einen großen Bestand an Büchern, Zeitschriften und neuen Medien sowie über öffentliche Internet-Arbeitsplätze verfügt.

## Verkehr
Für den Kraftverkehr erschlossen ist Olang in erster Linie über die Pustertalstraße sowie die von dieser abzweigenden LS 43, die durch Mitterolang und weiter über den Furkelpass ins südwestlich gelegene Gadertal führt. Zudem queren die Pustertalbahn, die am Bahnhof Olang-Antholz eine Zugangsstelle bietet, und die Radroute 3 „Pustertal“ das Gemeindegebiet.

## Sehenswürdigkeiten

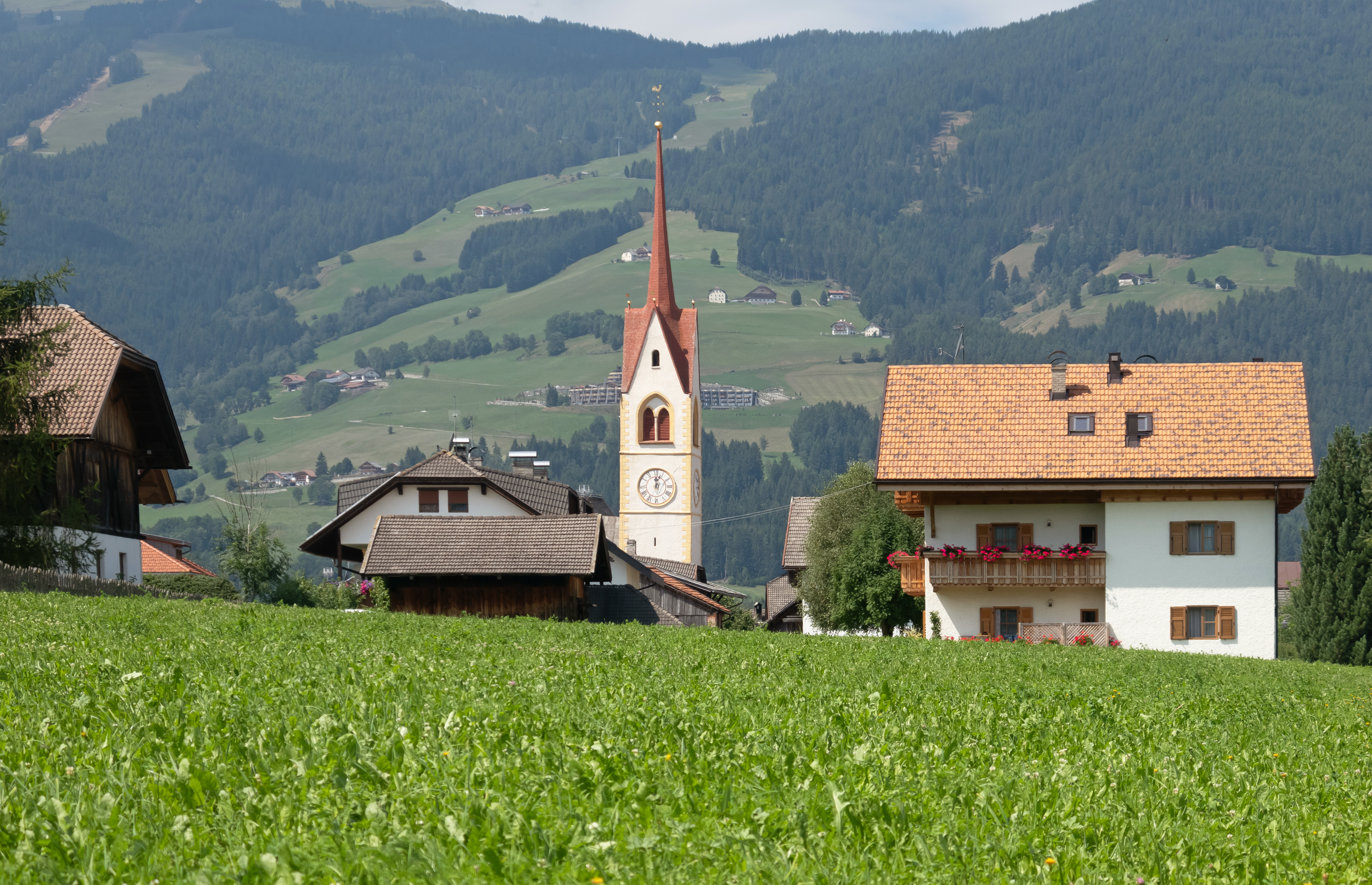
Pfarrkirche Maria Himmelfahrt in Oberolang

Die Marienkirche Oberolang stammt aus dem 15. Jahrhundert, ihr heutiges Äußeres ist auf Umbauten (zuletzt um 1900) zurückzuführen. Die Ägidiuskirche Mitterolang wurde im Jahre 1138 errichtet. Sie birgt eine Reihe bedeutender Kunstwerke aus der Zeit der Spätgotik: Das Hochaltarbild mit der Anbetung der Könige sowie das Christophorus-Fresko an der Außenwand stammen von dem Brunecker Maler Friedrich Pacher; die Fresken an der linken Langhauswand (Letztes Abendmahl, Johannes auf Patmos, Heilige Petrus und Paulus) malte im Jahr 1481 Friedrich Pachers Schüler Simon von Taisten. Weitere Kirchen in Olang sind die neugotische Kirche zum Hl. Wolfgang in Geiselsberg und die Pfarrkirche in Niederolang. 1907 wurde der Bau der jetzigen Pfarrkirche begonnen, bei diesem barocken Umbau handelt es sich um eine Erweiterung der alten romanischen und gotischen Pfarrkirche.
Das Peter-Sigmayr-Denkmal und die Peter-Sigmayr-Gedenkkapelle in Mitterolang erinnern an den Olanger Freiheitskämpfer. Weiters verfügt die Ortschaft über eine Schwefelquelle und den Naturrundweg Schornstein. Das Peststöckl erinnert an die Pest von 1543.
Ein Baudenkmal besonderer Art ist der in der Aue (Niederolang) am Furkelbach befindliche Untermühlbacher Kalkofen, der in jüngerer Zeit renoviert und als Schauofen erhalten geblieben ist.

## Sport
Olang ist dank der Rodelbahn Panorama international als Rodelhochburg bekannt. Der Sportclub Olang wurde 1952 gegründet. Ein großes Ereignis für den S.C. Olang waren die Weltmeisterschaften der Kunstbahnrodler, welche 1971 in Olang ausgetragen wurde. In den 1970er und 1980er Jahren wurden auch dreimal die Europameisterschaften veranstaltet. Man machte sich damit einen Namen in der Rodelszene. Nach weiteren Naturbahnrodelweltcups und der Weltmeisterschaft 2000 wurde vom 15. bis 17. Februar 2008 die Europameisterschaft im Naturbahnrodeln veranstaltet.
Im März 2005 fand die erste Bock-WM am Kronplatz statt, im Jahr 2013 wurde dieses Spektakel zum zweiten Mal in Olang ausgetragen. Beim Rennböckl (auch Rennbock oder Bock) handelt es sich um ein Gefährt, welches in Olang erfunden wurde und aus einer Sitzplatte mit zwei seitlich montierten Griffen besteht, die auf eine Art Kufe oder auf einen abgeschnittenen Ski montiert ist. Gesteuert wird einfach durch Gewichtsverlagerung bzw. auch mit den Beinen.
Zu den Olanger Sportanlagen zählen unter anderem ein öffentliches Freischwimmbad, vier Tennisplätze, zwei Fußballplätze (Rasen- und Kunstrasenplatz) und eine Driving Range für Golfer. Weiters verfügt Olang über ein Beachvolleyball-Feld, zwei Reiterhöfe, einen Trimm-Dich-Pfad, den Nordic-Walking-Park „Kronplatz-Dolomiti“, sowie einen 3D-Bogenparkour.

## Vereine
- Alpenverein Olang
- „Böhmische“ Peter Sigmair
- Heimatbühne Olang
- Mädchensinggruppe Olang (1980–1981)[13]
- Musikkapelle Peter Sigmair
- Umweltgruppe Olang
- ASC Olang
- Schützenkompanie Peter Sigmayr Olang

## Zivilschutzorganisationen
- Feuerwehr Oberolang
- Feuerwehr Mitterolang
- Feuerwehr Niederolang
- Feuerwehr Geiselsberg
- Bergrettung Olang (AVS)

## Persönlichkeiten
- Karl Brunner (* 1951), Rennrodler
- Hans Egarter (1909–1966), Widerstandskämpfer gegen Faschismus und Nationalsozialismus
- Florian Jud (1928–2015), Missionar in Borneo u. Brasilien
- David Kofler (1922–2012), erster Leiter des Deutschen Schulamts von Südtirol
- Konrad Kurt Ladstätter (* 1968), Skirennläufer
- Markus Lanz (* 1969), Fernsehmoderator
- Evelyn Mayr (* 1989), Tennisspielerin
- Julia Mayr (* 1991), Tennisspielerin
- Johann Perthaler (1816–1862), österreichischer Jurist und Politiker
- Siegfried Pörnbacher (1914–2006), Südtiroler Künstler
- Hansjörg Raffl (* 1958), Rennrodler
- Johanna Schnarf (* 1984), Skirennläuferin
- Leonhard Steger (geb. 1939) Missionar in Pakistan
- Georg Untergaßmair (* 1941), Augustinerchorherren-Propst